# Luzimangues
Luzimangues é um distrito do município brasileiro de Porto Nacional, no estado do Tocantins. Segundo o censo demográfico de 2022, realizado pelo Instituto Brasileiro de Geografia e Estatística (IBGE), sua população era de 15 602 habitantes e havia 5 248 domicílios particulares permanentes ocupados.
De acordo com o IBGE, em 2010 a população era de 2 310 habitantes e havia 809 domicílios particulares.

## Descrição
Foi criado pela lei municipal nº 1.415 de 18 de outubro de 1993. Nasceu e se desenvolveu por causa da criação do lago da Usina Hidrelétrica de Lajeado, sendo a maioria dos moradores iniciais pessoas vindas de áreas inundadas pelo lago da represa. Em 2002, foi construída a Ponte Fernando Henrique Cardoso (mais tarde renomeada para Ponte Governador José Wilson Siqueira Campos), sobre o reservatório da hidrelétrica no rio Tocantins, o que facilitou o acesso a Palmas e incentivou o crescimento econômico e demográfico.
Na década de 2010, o distrito passava por um demasiado crescimento, devido à proibição da construção de novos loteamentos em Palmas, à proximidade da capital do estado e sua localização estratégica (entre Palmas e a BR-153). Além disso, recebeu grandes investimentos, como a construção do pátio multimodal Palmas–Porto Nacional da Ferrovia Norte-Sul.